# CATL
Contemporary Amperex Technology Co. Limited (китайська спрощена: 宁德时代; китайська традиційна: 寧德時代; піньїнь: Níngdé Shídài), скорочено CATL — китайський виробник акумуляторів. Компанія є найбільшим виробником акумуляторів електромобілів з часткою світового ринку близько 37% у 2022 та 2023 рр..
Технологічна компанія заснована у 2011 році та спеціалізується на виробництві літій-іонних акумуляторів для електромобілів і систем зберігання енергії, а також систем керування батареями (BMS). З часткою ринку в 32,6 % у 2021 році, CATL є найбільшим виробником літій-іонних акумуляторів для електромобілів у світі, виробляючи 96,7 ГВт-год з глобальних 296,8 ГВт-год, що на 167,5 % більше, ніж минулого року. Компанія планує досягти цільової виробничої потужності >500 ГВт-год до 2025 року та >800 ГВт-год до 2030 року.
Штаб-квартира компанії розташована в Нінде, провінція Фуцзянь, а також має виробничі бази в Нінде, провінція Фуцзянь; Синін, провінція Цінхай; Ліян, провінція Цзянсу; Ібінь, провінція Сичуань; Чжаоцін, провінція Гуандун, і на своєму першому закордонному заводі в Ерфурті, Німеччина. Його чотири головні центри досліджень і розробок розташовані в Нінде, Фуцзянь; Ліян, Цзянсу; Шанхай і Мюнхен, Німеччина.